# Вёнзув (гмина)
Вёнзув (пол. Wiązów) — городско-сельская гмина (волость) в Польше, входит как административная единица в Стшелинский повет, Нижнесилезское воеводство. Население — 7372 человека (на 2004 год).

## Демография
| Перепись                       | Всего   | Всего | Женщины | Женщины | Мужчины | Мужчины |
| ------------------------------ | ------- | ----- | ------- | ------- | ------- | ------- |
| Единицы                        | человек | %     | человек | %       | человек | %       |
| Население                      | 7372    | 100   | 3726    | 50,5    | 3646    | 49,5    |
| Плотность населения (чел./км²) | 52      | 52    | 26,3    | 26,3    | 25,7    | 25,7    |

## Поселения
1. Брылув
2. Брылувек
3. Ченстоцице
4. Гулув
5. Яново
6. Яворув
7. Йенджиховице
8. Ютшина
9. Калина
10. Калинова
11. Клосув
12. Ковалюв
13. Крайно
14. Ксенжыце
15. Кухажовице
16. Куровске-Халупы
17. Курув
18. Лоёвице
19. Меховице-Олавске
20. Осьно
21. Стары-Вёнзув
22. Вавженцице
23. Вавжишув
24. Витовице
25. Вышоновице
26. Зборовице

## Соседние гмины
1. Гмина Доманюв
2. Гмина Гродкув
3. Гмина Ольшанка
4. Гмина Олава
5. Гмина Пшеворно
6. Гмина Скарбимеж
7. Гмина Стшелин